# Santo pecado
Santo pecado è il nono album in studio del cantautore guatemalteco Ricardo Arjona, pubblicato nel 2002.

## Tracce
1. El problema
2. Dame
3. Quesos, cosas, casas
4. Minutos
5. Vivir sin te es posible
6. Santo pecado
7. Mujer de lujo
8. Señor Juez
9. Se fué
10. Le nena (Bitácora de un secuestro)
11. Me dejaste
12. No sirve de nada
13. Duele verte
14. Amarte a ti